# Die Röten
Der Rehberg mit seinem 819 m ü. A. hohen Gipfel Die Röten ist ein Berg am Alpennordrand bei Frankenmarkt und Weißenkirchen im Attergau in Oberösterreich.

## Lage und Landschaft
Der Berg ist ein etwa 3 Kilometer langer sanfter Rücken, der sich südlich über dem Vöcklatal erhebt. Er gehört zu den Mondseer Flyschbergen der Salzkammergutberge und bildet das nordwestliche Ende der zentralen Gruppe um Mondseeberg und Saurüssel.
Südwestlich erstrecken sich der Glashüttenwald und dann der Saurüsselwald, die Südkante des Rehbergs bilden Stoifelbach (zur Vöckla bei Angern) und die westlichen Gräben bei Freudenthal.
Durch die Süd–Nord fließende oberste Vöckla ist westlich noch die Gruppe des Schoibernbergs abgetrennt, dazwischen bricht die Vöckla bei Angern und Hüttenedt in das Alpenvorland durch. Nördlich vorgelagert ist bei Reittern ein Riedel, der sich zwischen Vöckla und Freudenthaler Ache nach Frankenmarkt erstreckt, wo die Vöckla auf ihren nach Osten strebenden Mittellauf umschwenkt. Hier liegen am Fuß Giga und Pabingen.
Gegenüber im Vöcklatal liegt nördlich der Hausruck-und-Kobernaußerwald-Zug als Teil des Alpenvorlands.
Der Kamm steigt leicht gegen Osten an und kulminiert dort in der Gipfelhöhe Die Röten. Die beiden Flanken zur Vöckla und Freudenthaler Ache sind steil, ebenso Nord- und Südflanke.

## Geologie und Geschichte
Der Berg gehört zur Zementmergelserie (Coniacium–Campanium, mittlere Oberkreide, ca. 90–70 Mio. Jahre alt) der Flyschzone, die Südabdachung ist Altlengbach-Formation (Maastrichtium–Thanetium, Wende Kreide/Paläozän, 70–50 Mio. Jahre). Diese tektonische Diskordanz führt geradlinig vom Irrsberg über den Schoibernberg bis Straß im Attergau und ist eine von mehreren am Nordrand der Mondsee–Attersee-Flyschberge. Direkt am Stoifelbach bis Freudenthal findet sich ein Streifenfenster Ultrahelvetikum (Buntmergel, Kreide bis Eozän), von Reiselsberg-Formation, Neokom- und Gaultflysch (Unterkreide) gerahmt.
Der Rücken nördlich ist eine mächtige Endmoräne der Mindel-Kaltzeit (vor um 450.000 bis 400.000 Jahren). Hier war die Ostkante des Vorlandlobus einer Zunge des Traungletschers, der bis an den Krenwald und Kobernaußerwald vordrang. Auf der anderen Seite der Freudenthaler Ache liegt eine ebensolche Moräne, die schon zum Attergau-Lobus des Atterseegletschers gehört. Der Rehberg dürfte also zu dieser Zeit mit seinen südöstlichen Nachbarbergen eine gänzlich von Eis umschlossene Nunatak-Gruppe gebildet haben. Südlich der Heissinger Höhe am Bahnhof liegt die Mindelmoräne auf bis 840 m.
Der spätere Riß-Gletscher drang nicht mehr über die heutige Vöckla vor, reichte aber in der Haslau noch knapp an den Rehberg heran. In der letzten Eiszeit, der Würm-Kaltzeit, blieb der Gletscher noch kleiner.
Auf alten Karten findet sich der Berg als Giger Kogl (um 1830 am Westende des Kammes) oder Gigenkogl (um 1890 etwa in der Mitte), nach dem Ort Giga. Der Gipfel heißt in den 1890ern Rethen, der Name steht wohl kaum zu ‚Rot‘, sondern zu Rödt ‚Rodung‘, der ausgelichtete Gipfel ist im 19. Jahrhundert verzeichnet.

## Erschließung
Der Berg ist von allen Seiten auf diversen Forstwegen leicht zu ersteigen, auf den Gipfel führt am Kamm von Giga herauf eine Forststraße. Der Rücken ist heute freigeholzt, der Gipfel bewaldet.

## Nachweise
1. 1 2  Rainer Braunstingl: Bericht 1984 über geologische Aufnahmen im Flysch auf Blatt 65 Mondsee. In: Jahrbuch der Geologischen Bundesanstalt 128/Heft 2, S. 259 (pdf, geologie.ac.at).
2. 1 2 3  Franziszäischer Kataster (2. Landesaufnahme, Urmappe) 1817–1861 und 3. Landesaufnahme um 1887 (Layer online bei DORIS, Kartenthema Erste Landesaufnahmen).